# Carry On (álbum de Kansas)
Carry On es el segundo álbum recopilatorio de la banda estadounidense de rock progresivo Kansas y fue publicado por CBS Records en 1992.
Este álbum contiene canciones de los álbumes Kansas, Masque, Leftoverture, Point of Know Return, Monolith, Vinyl Confessions y Drastic Measures, todos lanzados de 1974 a 1983.

## Relanzamiento de 2005
La compañía Sony Music Special republicó Carry On con otro arte de portada bajo el nombre de On the Other Side en 2005.

## Lista de canciones
| Side one |                                           |                                                         |          |  |
| N.º      | Título                                    | Escritor(es)                                            | Duración |  |
| 1.       | «Carry On Wayward Son»                    | Kerry Livgren                                           | 5:23     |  |
| 2.       | «Can I Tell You»                          | Steve Walsh / Rich Williams / Dave Hope / Phil Ehart    | 3:34     |  |
| 3.       | «Two Cents Worth»                         | Walsh / Livgren                                         | 3:07     |  |
| 4.       | «Play the Game Tonight»                   | Livgren / Williams / Ehart / Danny Flower / Rob Frazier | 3:19     |  |
| 5.       | «People of the South Wind»                | Kerry Livgren                                           | 3:36     |  |
| 6.       | «The Wall»                                | Walsh / Livgren                                         | 4:48     |  |
| 7.       | «It Takes a Woman's Love (To Make a Man)» | Steve Walsh                                             | 3:06     |  |
| 8.       | «Dust in the Wind»                        | Kerry Livgren                                           | 3:23     |  |
| 9.       | «Don't Take Your Love Away»               | John Elefante / Dino Elefante                           | 3:38     |  |
| 10.      | «On The Other Side»                       | Kerry Livgren                                           | 6:20     |  |

## Formación
- Steve Walsh — voz principal (excepto en la canción «Don't Take Your Love Away») y teclados
- John Elefante — voz principal y teclados (en la canción «Don't Take Your Love Away»)
- Kerry Livgren — guitarra y teclados
- Robby Steinhardt — voz principal (en la canción «Can I Tell You»), violín y coros
- Rich Williams — guitarra
- Dave Hope — bajo
- Phil Ehart — batería y percusiones